# Hockey su prato alla XXVII Universiade
Il torneo di hockey su prato della XXVII Universiade si è svolto a Kazan', in Russia, dal 7 al 15 luglio 2013. Al torneo maschile hanno partecipato 10 rappresentative, a quello femminile 4.

## Podi

### Uomini
| Evento                              | Oro    | Argento | Bronzo   |
| Hockey su prato maschile (dettagli) | Russia | Francia | Germania |

### Donne
| Evento                               | Oro           | Argento | Bronzo   |
| Hockey su prato femminile (dettagli) | Corea del Sud | Russia  | Giappone |

## Medagliere
| Pos.   | Paese         |   |   |   | Totale |
| ------ | ------------- | - | - | - | ------ |
| 1      | Russia        | 1 | 1 | 0 | 2      |
| 2      | Corea del Sud | 1 | 0 | 0 | 1      |
| 3      | Francia       | 0 | 1 | 0 | 1      |
| 4      | Germania      | 0 | 0 | 1 | 1      |
| 4      | Giappone      | 0 | 0 | 1 | 1      |
| Totale | Totale        | 2 | 2 | 2 | 6      |